# Mercapalma

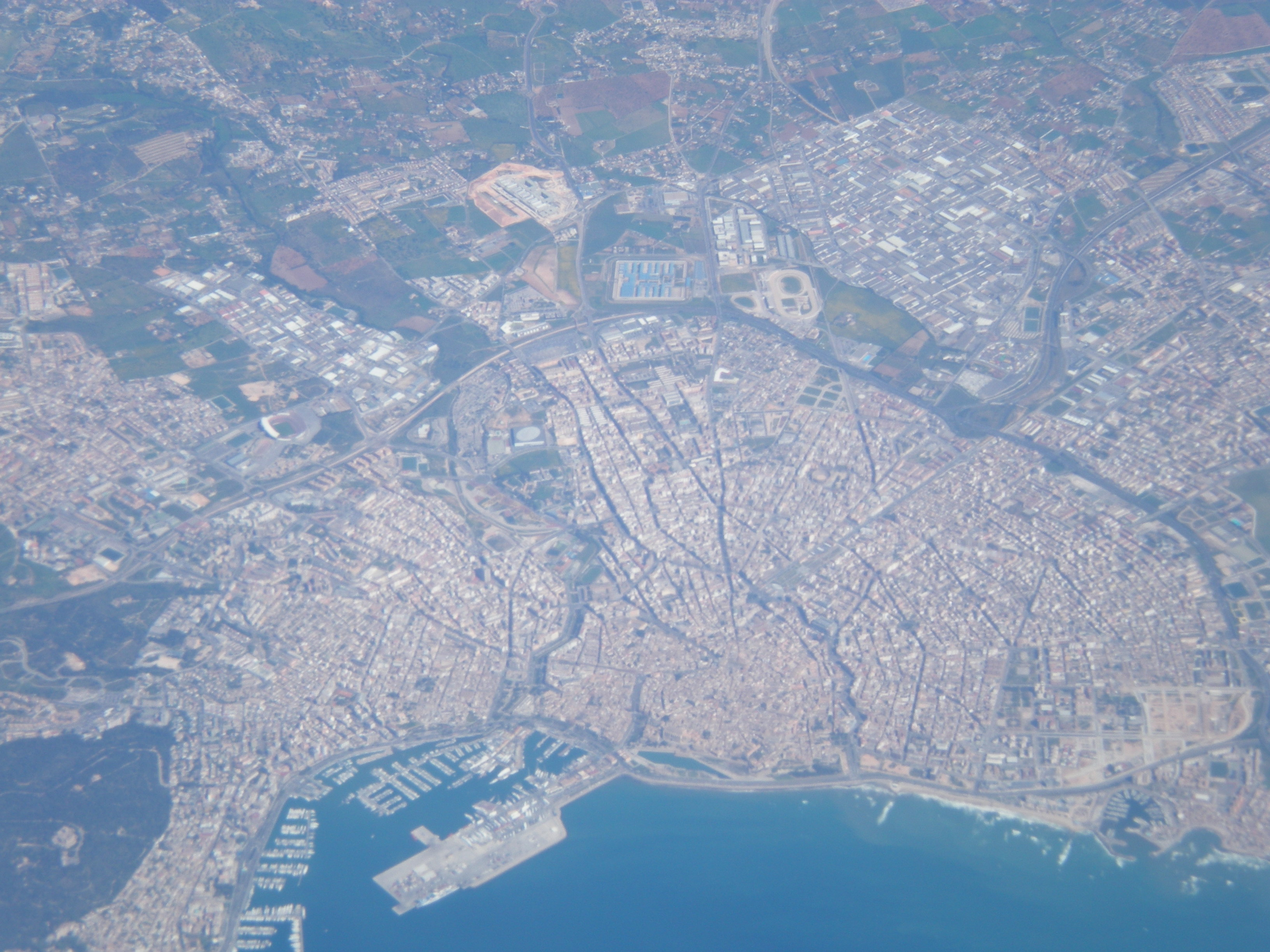
Mercapalma presta servicio a Palma de Mallorca y otras localidades de la isla.

Mercados Centrales de Abastecimiento de Palma de Mallorca, S.A., Mercapalma, es una empresa española de distribución mayorista así como de servicios logísticos y complementarios a dicha actividad mayorista. Se fundó en 1973 y tiene como objeto social la promoción y explotación del mercado central mayorista de alimentos perecederos tales como pescado, frutas y hortalizas, de Palma de Mallorca (España).
Está ubicada en el barrio de Son Riera, a las afueras de la ciudad, bien conectada con la red de carreteras y autovías que unen a Palma con el resto de la isla de Mallorca. Los accionistas de Mercapalma son el ayuntamiento de Palma de Mallorca, en un 54,77%, y la empresa pública estatal Mercasa, con un 45,19%.

## Ámbito de influencia
El ámbito de influencia de Mercapalma lo constituye toda la isla de Mallorca, así como algunas islas del archipiélago balear, aunque en menor medida, ya que el transporte de mercancías se encuentra limitado por la insularidad.

## Instalaciones
Las instalaciones están divididas en diversas superficies, entre las que destacan las de pescado, frutas y hortalizas y la de uso polivalente. La superficie total de la parcela que ocupan las instalaciones es de 350.000m². En 2010 había instaladas en sus instalaciones más de 120 empresas, de las que un 46% eran mayoristas de frutas y hortalizas y de pescados.